# Jörg Stempel
Jörg Stempel (* 4. Dezember 1947 in Gera) ist ein deutscher Unternehmer sowie Geschäftsführer und Gründer des Musikproduktions-Unternehmens Sechzehnzehn in Berlin. Er hat jahrelang die Entwicklung des Plattenlabels Amiga entscheidend mitgeprägt und ist de facto dessen Nachlassverwalter.

## Werdegang
Jörg Stempel wuchs in Berlin auf und war Internatsschüler der Landesschule Pforta bei Naumburg (Saale), wo er im Chor der Internatsschule mitsang und sein Abitur ablegte.
Stempel studierte an der Hochschule für Ökonomie Berlin und schloss als Diplom-Außenhandelsökonom ab. Er war als Student jahrelang als Schallplattenunterhalter im Studentenklub und später auch als dessen Leiter aktiv.
Anschließend war er ab 1976 zweieinhalb Jahre als Kulturorganisator und Filmvorführer an der Erdgastrasse Druschba-Trasse in der Sowjetunion tätig.
Von 1981 bis 1988 arbeitete Stempel in der Programmgestaltung des Plattenlabels Amiga und beim VEB Deutsche Schallplatten Berlin. Seine erste Aufgabe war die Zusammenstellung des ersten Amiga-Bestandskatalogs, den es zuvor noch nicht gegeben hatte.
Anschließend war er zwei Jahre lang Manager der Rockgruppe Puhdys.
Ab 1990 war Stempel Vertriebsleiter Ost der BMG Ariola München GmbH, von 1994 bis 2004 als Amiga-Labelmanager; anschließend freiberuflich letzter Amiga-Chef bei Sony Music Entertainment.

## Varia
- Jörg Stempel hat seit dem Jahr 2021 eigene Radio-Sendungen bei ALEX Berlin UKW 91,00 Mhz und Radio Ostrock.[7]
- Sein Vater, zu dem er nach eigenen Angaben ein angespanntes Verhältnis hatte, war Fred Stempel, von 1951 bis 1961 persönlicher Referent von DDR-Ministerpräsident Otto Grotewohl und später Vorsitzender des Rates des Kreises Naumburg.[8]